# Flap Internacional
A Flap Internacional é uma revista brasileira dedicada à aviação, criada em 1962 inicialmente como um jornal. É publicada mensalmente pelo Grupo Editorial Spagat.
Com a morte do seu fundador, Carlos André Spagat ocorrida em 20/12/2021, foi anunciado em 2022 que Gianfranco Beting, conhecido por ser um dos co-fundadores da Azul Linhas Aéreas, passa a ser o novo editor da revista.